# كاثرين ميتشيل (رامية الرمح)
كاثرين ميتشيل (بالإنجليزية: Kathryn Mitchell)‏ هي رامية الرمح ‏ أسترالية، ولدت في 10 يوليو 1982 في هاميلتون في أستراليا.

## وصلات خارجية
- كاثرين ميتشيل على موقع الاتحاد الدولي لألعاب القوى (الإنجليزية)
- كاثرين ميتشيل على موقع النتائج التاريخية لألعاب القوى الأسترالية (الإنجليزية)
- كاثرين ميتشيل على موقع الدوري الماسي (الإنجليزية)
- كاثرين ميتشيل على موقع اللجنة الأولمبية الدولية (الإنجليزية)
- كاثرين ميتشيل على موقع أوليمبيديا (الإنجليزية)
- كاثرين ميتشيل على موقع اللجنة الأولمبية الأسترالية (الإنجليزية)
- كاثرين ميتشيل على موقع دورة ألعاب الكومنولث 2006 (مؤرشف) (الإنجليزية)